# Wester Aberchalder
Wester Aberchalder is een dorp in de Schotse lieutenancy Inverness in het raadsgebied Highland.